# 臺灣家白蟻
臺灣家白蟻（學名：Coptotermes formosanus）又稱家白蟻、台湾泌乳螱、泌乳白蚁或臺灣乳白蟻，是一種原產於台灣、日本與中國大陆長江以南地區的白蟻。其种加词“formosanus”意为“台湾的”。

## 習性
臺灣家白蟻的婚飛期一般來說大約是四月到七月，通常是在相對濕度比較高的黃昏至夜間開始婚飛，有翅生殖型具有趨光性，翅膀脫落後成對的個體會找地方築巢並建立新群體。
一個群體需要五年以上才能達到成熟，並開始產出有翅生殖蟻。成熟的群體個體數可高達百萬。
兵蟻受擾動時會從額部的窗點（fontanelle）分泌出乳白色黏稠液體，因此得名臺灣乳白蟻，這些乳白色液體可以干擾天敵。

## 外來種
臺灣家白蟻大約在1600年代擴散到日本，並於1800年代後期到達夏威夷。在1950年代，南非與斯里蘭卡皆有報告此物種的存在。1960年代以後，則出現在美國德州、路易斯安那、南卡羅來納。1980年，佛羅里達也發現了臺灣家白蟻，因而列入世界百大外来入侵种。

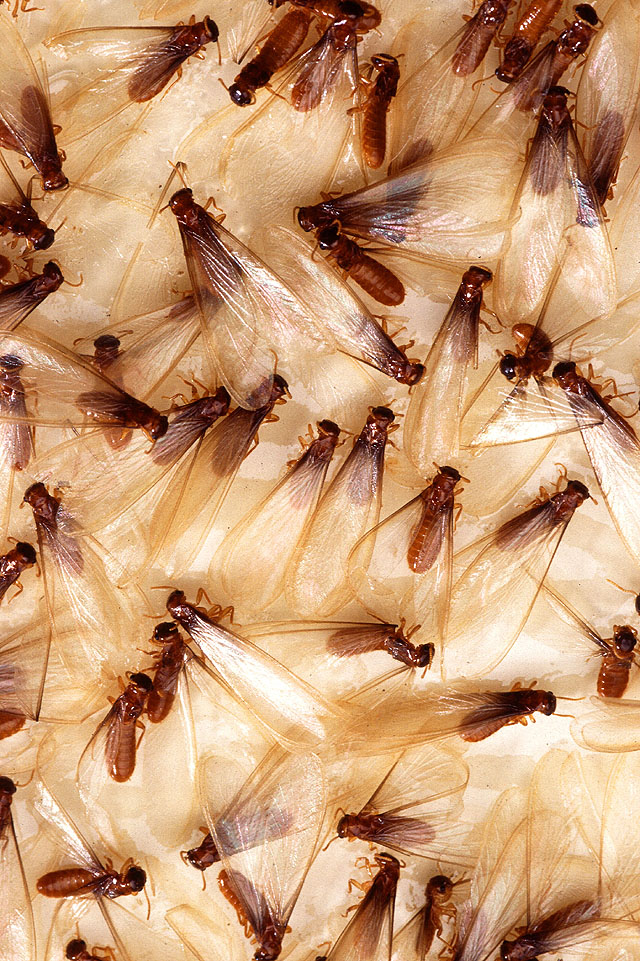
繁殖型蟻（飛蟻）
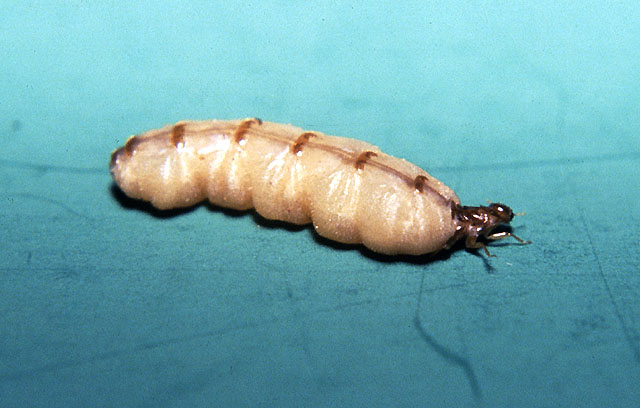
蟻后
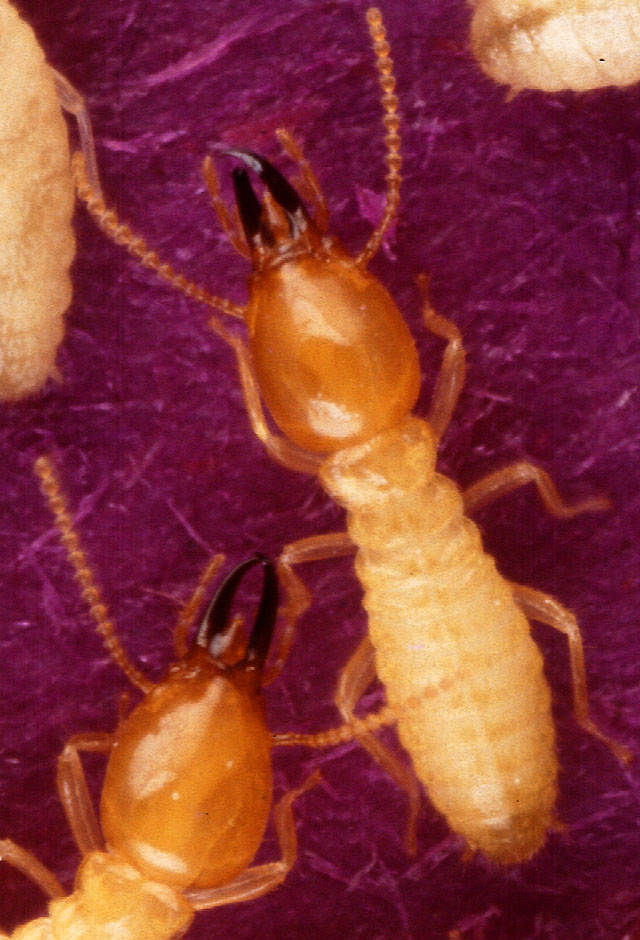
兵蟻
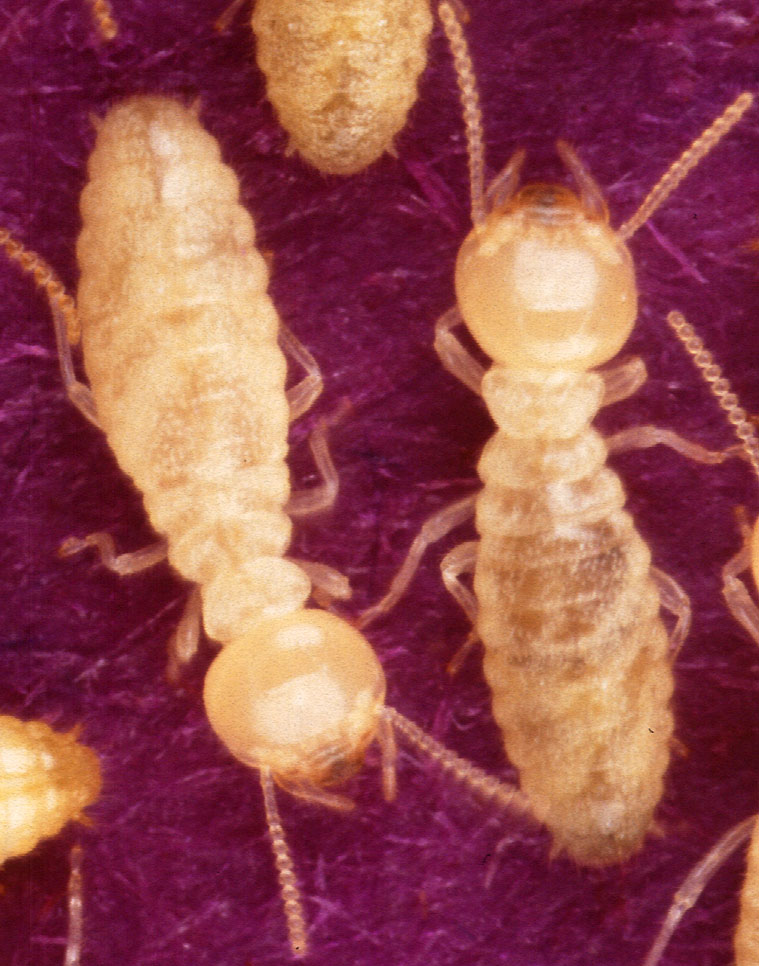
工蟻

## 外部連結
- Taxonomy of termites
- Distribution in the United States
- Species profile from the University of Florida Department of Entomology and Nematology
- Earlham College Senior Seminar 2002
- Global Invasive Species Database